# 新大嶼山巴士B6線
新大嶼山巴士B6線由嶼巴獨營，來往港珠澳大橋香港口岸及滿東邨，屬於運輸署新增設的數條港珠澳大橋接駁巴士路線之一，以配合其通車啓用，方便往返東涌西、東涌市中心及大橋口岸的乘客，並與B4線一同成為香港境內首兩條24小時服務的常規專營巴士路線，以及與B5線成為首兩條服務大嶼山的出入境口岸專營巴士路線。

## 歷史
隨着港珠澳大橋即將落成啟用，運輸署於2016年2月發表《港珠澳大橋香港口岸的本地公共交通服務安排》，提出接駁港珠澳大橋香港口岸的本地公共交通服務的建議，建議新增兩條專營巴士路線分別前往機場及欣澳站，以及一條專綫小巴路線前往東涌站。
不過後來有地區人士表示，該條往返大橋口岸及東涌站的路線，若由專綫小巴公司營運的話，既未能完全應付鐵路轉乘的客量，且無法惠及東涌北的居民，亦難以提供足夠空間予登車乘客存放大型行李。經考慮各方面意見後，運輸署將該路線改為交由專營巴士公司營運，並延長路線至滿東邨，以滿足東涌西居民的需要，並於2017年7月以招標的形式選擇適合的巴士公司營運此線。
2017年11月，運輸署宣佈來往港珠澳大橋香港口岸及滿東邨的新線的專營權由新大嶼山巴士投得，並獲編號為B6。
2018年10月24日早上9時：路線正式投入服務，並收取$7.0優惠車資直至另行通知。
2019年4月27日，往大橋香港口岸方向改停東涌臨時巴士總站，往滿東邨方向改停東涌市中心巴士總站。
2019年9月23日，增設東涌市中心往滿東邨的分段收費，同日起本路線來回改經北大嶼山公路及順朗路前往大橋香港口岸。
2019年10月24日凌晨零時起，本線及B4線回復原價。
2020年2月8日起，為配合政府壓縮跨境人流，該線當日起取消通宵服務，並大幅削減班次至每小時一班。
2020年3月12日起，大橋香港口岸開增加23:15班次。
2024年11月25日：星期一至五07:00-08:30由滿東邨開出之班次由B6S線取代。

## 服務時間及班次
| 滿東邨開             | 滿東邨開    | 滿東邨開     | 港珠澳大橋香港口岸開 | 港珠澳大橋香港口岸開 | 港珠澳大橋香港口岸開 |
| 日期                 | 服務時間    | 班次（分鐘） | 日期                 | 服務時間             | 班次（分鐘）         |
| -------------------- | ----------- | ------------ | -------------------- | -------------------- | -------------------- |
| 星期一至五           | 06:00-06:45 | 15           | 每日                 | 06:00-01:00          | 15                   |
| 星期一至五           | 07:00-08:30 | 15           | 每日                 | 01:00-06:00          | 30                   |
| 星期一至五           | 08:45-01:00 | 15           |                      |                      |                      |
| 星期一至五           | 01:00-06:00 | 30           |                      |                      |                      |
| 星期六、日及公眾假期 | 06:00-01:00 | 15           |                      |                      |                      |
| 星期六、日及公眾假期 | 01:00-06:00 | 30           |                      |                      |                      |

- 藍字時段改由B6S線提供服務。

特別班次
- 港珠澳大橋香港口岸→ 東涌站
  - 星期日及公眾假期：21:07、21:37

## 收費
全程：$9.8
- 東涌市中心往滿東邨：$5.3
- 滿東邨往東涌站或之前：$5.3（祇限B6S線）

| - 本線設有12歲以下小童及65歲或以上長者半價優惠。 - 65歲或以上香港居民使用「樂悠咭」，以及12歲以下合資格殘疾兒童使用「殘疾人士身份」個人八達通繳付車資，均可享有每程$2.0或半價（以較低者為準）的票價優惠；12至64歲合資格殘疾人士使用「殘疾人士身份」個人八達通（包括「樂悠咭」），以及60至64歲香港居民使用「樂悠咭」繳付車資，均可享有每程$2.0或全費（以較低者為準）的票價優惠。 - 65歲或以上長者如使用長者或一般個人八達通繳付車資，則只可享有半價優惠；12至64歲合資格殘疾人士如不使用「殘疾人士身份」個人八達通，以及60至64歲人士如不使用「樂悠咭」繳付車資，必須繳付全費。 - 乘客可以現金或八達通於上車時付款，不設找續。 - 每位成人乘客可免費攜帶最多兩名4歲以下而不佔座位的兒童乘客乘車，超額之4歲以下小童必須繳付小童車費乘車。 - 新大嶼山巴士全職員工及家屬（不包括外判職員）可免費乘搭本路線，惟必須出示職員證或家屬證。 - 乘客亦可使用AlipayHK「易乘碼」、支付寶及WeChatHK／微信支付「搭車碼」繳付車資。乘客使用此支付方式，將不能享有與其他嶼巴路線之轉乘優惠、「公共交通費用補貼計劃」及「長者及合資格殘疾人士公共交通票價優惠計劃」；而使用WeChatHK／微信支付「搭車碼」亦不能享有小童／長者半價優惠。 |

### 八達通轉乘優惠
B6 ↔ 東涌區內／石門甲路線
- B6往滿東邨 → 34往石門甲／37、37A、37H、37M往迎東、逸東、裕雅苑，次程減收$2.2
- B6往滿東邨 → 38往逸東，次程免費
- 34往東涌市中心／37、37A、37H、37M、38X往東涌站 → B6往港珠澳大橋香港口岸，次程減收$2.2
- 34往東涌市中心／38往東涌站 → B6往港珠澳大橋香港口岸，次程減收$3.6

B6 ↔ 大嶼山南路線
- B6往滿東邨 → 3M往梅窩／11往大澳／23往昂坪，次程減收$2.2
- 3M、11、23往東涌市中心 → B6往港珠澳大橋香港口岸，次程減收$2.2

## 使用車輛
本線主要使用猛獅A95雙層巴士，有時亦有亞歷山大丹尼士Enviro 400行駛本線加班車。

## 行車路線
港珠澳大橋香港口岸開經：順匯路、赤鱲角路、順朗路、北大嶼山公路、東涌東交匯處、裕東路、順東路、達東路、東涌站巴士總站、美東街、達東路、順東路及裕東路。
滿東邨開經：裕東路、順東路、達東路、東涌達東路總站（東涌站巴士總站）、達東路、順東路、裕東路、東涌東交匯處、北大嶼山公路、順朗路、赤鱲角路、順暉路及順匯路。
B6S線不經東涌達東路巴士總站、改經東涌站巴士總站

### 沿線車站
| 港珠澳大橋香港口岸開 | 港珠澳大橋香港口岸開 | 港珠澳大橋香港口岸開             | 滿東邨開 | 滿東邨開       | 滿東邨開       |
| 序號                 | 車站名稱             | 位置                             | 序號     | 車站名稱       | 位置           |
| -------------------- | -------------------- | -------------------------------- | -------- | -------------- | -------------- |
| 1                    | 大橋香港口岸         | 港珠澳大橋香港口岸公共運輸交匯處 | 1        | 滿東邨         | 滿東邨巴士總站 |
| 2                    | 東涌纜車站           | 達東路                           | 2        | 逸東邨福逸樓   | 裕東路         |
| 3                    | 東涌站               | 東涌站巴士總站                   | 3        | 逸東邨雍逸樓   | 裕東路         |
| 4                    | 裕東苑               | 順東路                           | 4        | 東涌消防局     | 順東路         |
| 5                    | 滿東邨               | 滿東邨巴士總站                   | 5*       | 東涌達東路     | 東涌達東路總站 |
|                      |                      |                                  | ^        | 東涌站巴士總站 | 東涌站巴士總站 |
| 6                    | 大橋香港口岸旅檢大樓 | 順暉路                           |          |                |                |
| 7                    | 大橋香港口岸         | 港珠澳大橋香港口岸公共運輸交匯處 |          |                |                |

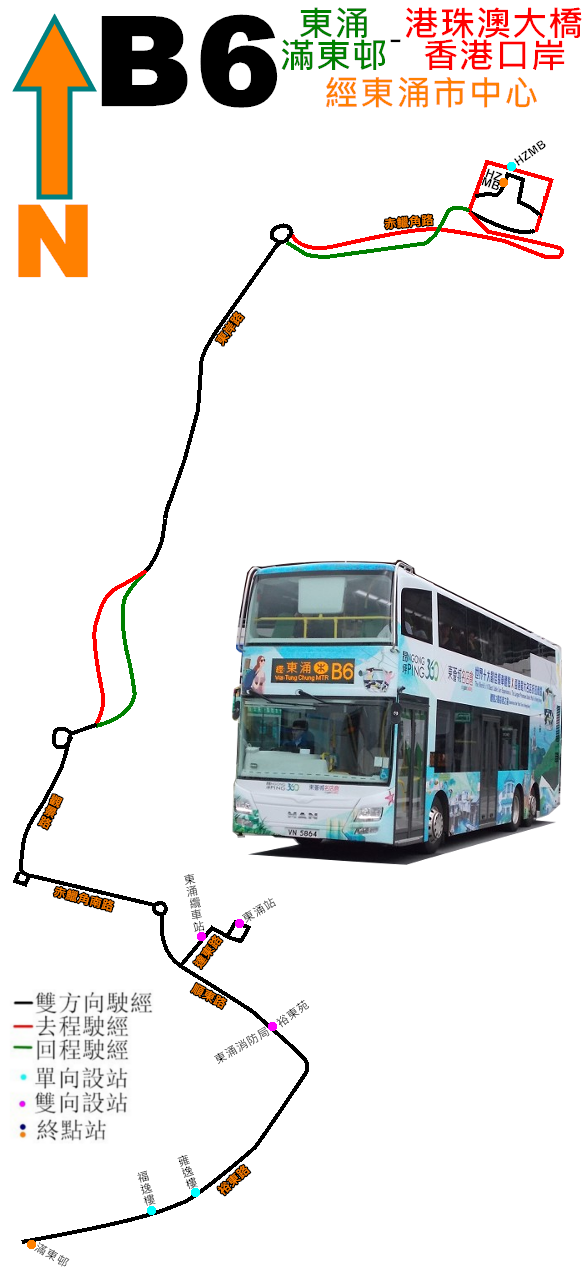
B6線的走線圖

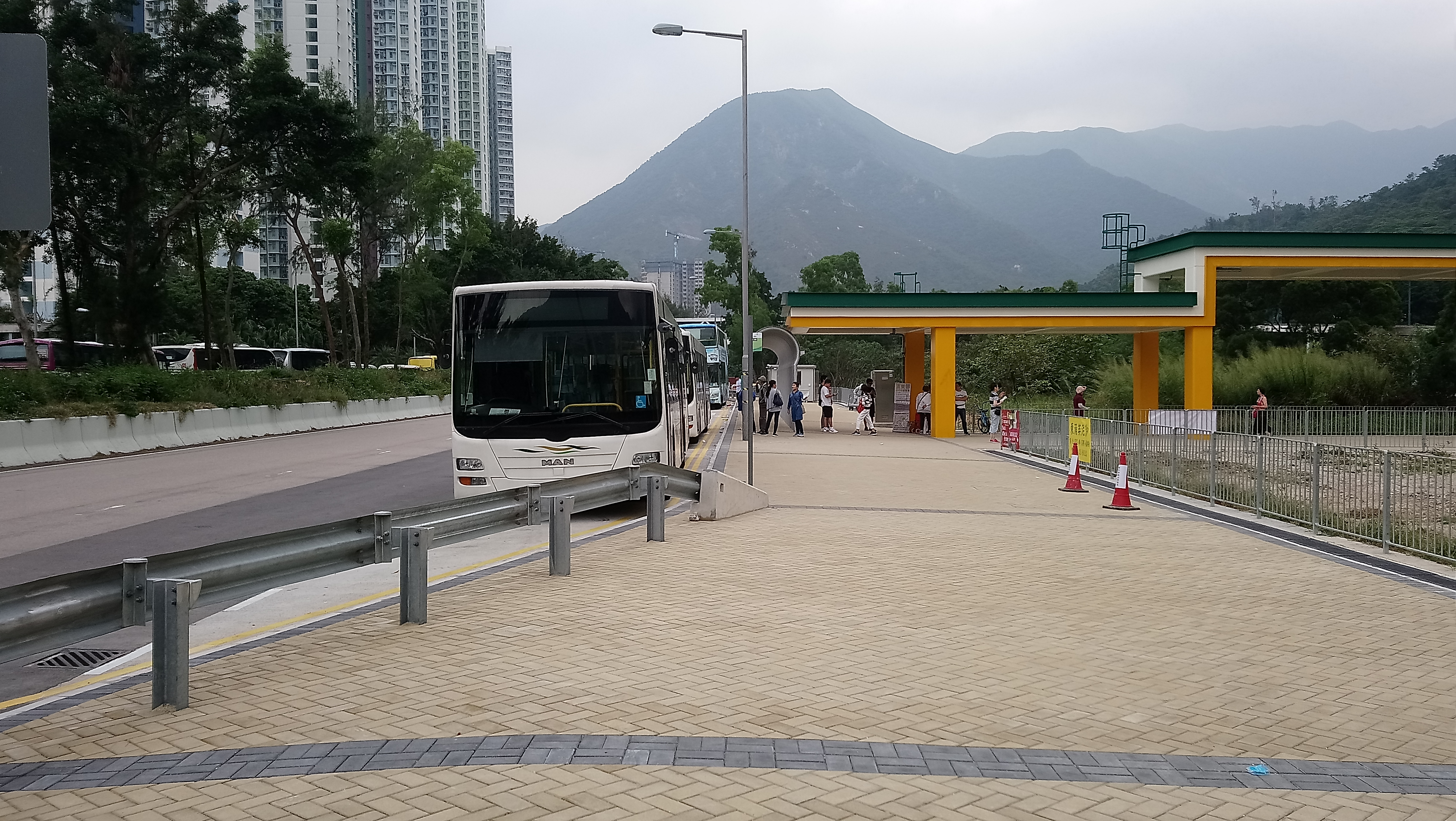
滿東邨巴士總站

- B6S線不停有 * 號之車站，改停有 ^ 號之車站。

## 使用狀況

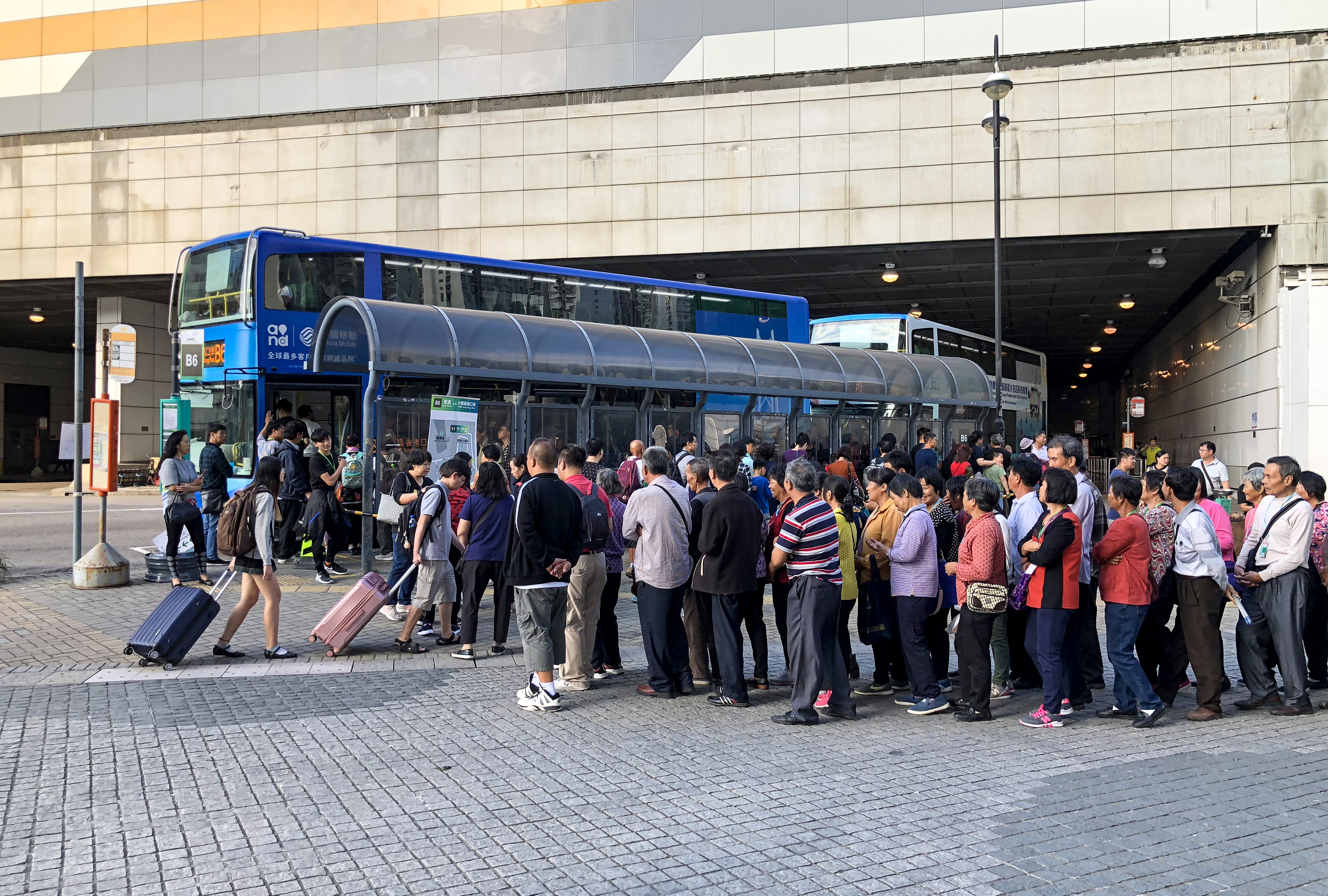
在東涌站外乘坐B6線的人潮；該站位現已搬遷

由於東涌市中心是距離港珠澳大橋最近的新市鎮，旅客可在東薈城或鄰近商場購物，亦可轉乘港鐵、巴士往市區、昂坪360纜車前往昂坪，或乘搭大嶼山巴士直達梅窩、昂坪、大澳等旅遊地點。而港珠澳大橋開通初期跨境巴士班次不足，本線開通後客流量長期高企，客源包括多個未登記的旅行團，東涌站外乘坐本線的旅客大量聚集，影響鄰近的東堤灣畔居民出入，候車隊伍更一度延伸至東薈城對開的露天廣場。縱使巴士公司增設港珠澳大橋香港口岸至東涌站的非正式短途班次，旅客仍等候超過1小時才能上車。為此，離島區議員周浩鼎要求將前往口岸的B6線巴士站遷至東涌臨時巴士總站，運輸署回應稱仍需再觀察才能決定。2019年1月28日起至另有通知止，前往大橋香港口岸方向的B6線在東涌站的站位臨時遷至近達東路公廁的停車灣。
但隨着使用大橋通關熱潮減退，加上2019年下半年受反修例運動影響令訪港旅客減少，此路線客量已較開辦初期回落，更相應調整班次。